# Святослав Всеславич
Святосла́в Всесла́вич (в крещении Гео́ргий; умер после 1129) — князь Витебский (1101—1129), сын Всеслава Брячиславича.

## Биография
Святослав был одним из младших сыновей Всеслава Брячиславича. В 1101 году после смерти Всеслава Полоцкое княжество было разделено между его сыновьями. По мнению А. Е. Преснякова и Т. Василевского Святослав унаследовал удел Полоцкого княжества Витебскую волость. Они исходят из того, что в Витебске княжили его внуки Всеслав и Брячислав. Напротив, Алексеев считает, что в это время Витебск был княжеской вотчиной Смоленска, и это княжение жаловалось Ростиславом Мстиславичем своим вассалам (сыновьям), но в источниках подтверждения этой мысли нет. В 1129 во время очередного похода Мстислава Владимировича на Полоцкое княжество он пленил Святослава и его братьев Давыда и Ростислава и выслал их в Константинополь. Дальнейшая судьба Святослава неизвестна.
В Кукейносе найдена печать Святослава.

## Брак и дети
Святослав был женат на Софье. Её имя установлено по найденным печатям с изображением святых Георгия и Софии и по композиции креста Евфросинии Полоцкой. Существует предположение, что жена Святослава была дочерью Владимира II Всеволодовича Мономаха. Оно основано на том, что сын Святослава Василько в летописи назван внуком Владимира Мономаха. Причины, по которым Владимир Мономах, тогда фактический соправитель князя киевского Святополка Изяславича, выдал свою дочь за мелкого удельного князя, историками не исследованы, некоторые даже сомневаются в летописном сообщении и отрицают факт женитьбы Святослава на дочери Владимира.
Дети:
- Василько (ум. 1144) князь Полоцкий.
- Предслава (мон. Евфросиния) (между 1101 и 1105 — 23 мая 1167 или 23 мая 1173) приняла монашество, канонизирована.
- Гордислава (мон. Евдокия) (ум. после 1167 или 1173) приняла монашество.
- Вячеслав (Вячко) (ум. после 1167 или 1173).
- Давыд (ум. после 1167 или 1173).

Порядок, в котором перечислены дети Святослава условен, но можно предполагать, что Василько был старше Вячеслава и Давыда.
Н. А. Баумгартен высказал предположение, что другой сын Всеслава Ростислав, а не Святослав, является отцом Евфросинии. Тогда Ростислав должен быть младше Святослава, и именно он, а не Святослав, должен носить крестильное имя Георгий и быть отцом Градиславы, Предславы-Евфросинии, Давыда и Вячеслава и мужем Софии. Святославу же остается сын Василько от неизвестной по имени дочери Владимира Мономаха. Эта гипотеза основана на том, что сын Святослава упомянутый в летописи (Василько Святославич) неизвестен житию, а сыновья князя Георгия, отца Евфросинии, Давыд и Вячко известные по житию неизвестны летописи. Гипотеза не является общепринятой.